# Carlos Cuéllar
Carlos Javier Cuéllar Jimenez (n. 23 august 1981, Madrid, Spania) este un fotbalist spaniol care în prezent este liber de contract, poate juca pe postul de fundaș central sau fundaș dreapta. În sezonul 2007-2008, pe vremea în care juca la formația Glasgow Rangers, a fost declarat jucătorul anului în Scoția.

## Cariera
Carlos Cuellar a început să joace fotbal profesionist la clubul CD Calahorra, din Tercera Division, trecând, după numai un sezon, la CD Numancia, formație care activa în acel moment în Segunda Division. Timp de două sezoane, în care a jucat la Numancia, Cuellar a jucat în 62 de partide, marcând patru goluri.
În 2003, Cuellar ajunge să își îndeplinească unul din vise, acela de a juca în Primera Division, ajungând la formația CA Osasuna. În al doilea său sezon la formația din Pamplona, Cuellar a ajutat-o să ajungă până pe locul 4 în campionat și să dispute finala Copa del Rey împotriva formației Betis Sevilla, pierdută însă după prelungiri.
Sezonul 2006-2007 al Cupei UEFA a reprezentat explozia ca fotbalist a lui Cuellar, care a reușit să ajungă cu Osasuna până în semifinalele competiției, unde echipa sa a fost învinsă de FC Sevilla. În sferturi, Cuellar a marcat în primul minut al meciului tur Bayer Lewerkusen - CA Osasuna 0-3, deschizând drumul echipei sale către semifinale. Golul său avea să rămână cel mai rapid gol al acelei ediții.
La data de 5 iulie 2007, Carlos Cuellar a fost cumpărat de către Glasgow Rangers pentru o sumă care a depășit 2 milioane de lire sterline, după ce în sezonul trecut de Cupa UEFA CA Osasuna trecuse și de echipa scoțiană. A debutat la Rangers în partida cu FK Zeta Golubovci, pe 31 iulie. În luna august a anului 2007, Cuellar a fost declarat jucătorul lunii în Scottish Premier League.
Pe 1 septembrie a marcat primul său gol pentru Rangers, în victoria echipei sale în fața formației Gretna FC, scor 4-0. Până la finalul sezonului, a continuat să joace bine, cu o unică sincopă, derby-ul cu Celtic Glasgow, când a atins mingea cu mâna în careu și a fost eliminat.
La finele sezonului, Cuellar a primit titlul de cel mai bun jucător al campionatului scoțian și premiul de cel mai bun jucător din partea asociației jurnaliștilor sportivi din Scoția, declarând după primirea celor două premii că "ar vrea să rămână la Rangers pentru tot restul vieții". Nu avea să fie însă așa.
Pe 12 august 2008, Aston Villa a reușit să îl cumpere pe Carlos cu suma de 7,8 milioane lire sterline, spaniolul semnând pe o perioadă de patru ani. A debutat la noua sa formație în meciul din Cupa UEFA împotriva celor de la Litex Loveci, câștigat de englezi cu 3-1, însă a continuat să evolueze mai mult pe postul de fundaș dreapta, deoarece în centru se sudase cuplul Curtis Davies - Martin Laursen. Pe 2 iulie 2012 semnează cu Sunderland.

## Palmares
- Câștigător al Cupei Scoției: (2007-2008)
- Câștigător al Cupei Ligii Scoției: (2007 - 2008)
- Finalist al Cupei UEFA: (2007-2008)
- Semi-finalist al Cupei UEFA: (2006-2007)
- Cel mai bun jucător al sezonului în Scoția: (2007-2008)
- Premiul pentru cel mai bun jucător al sezonului în Scoția acordat de SFWA: (2007-2008)